# Epamera pamelae
Epamera pamelae är en fjärilsart som beskrevs av Dickson 1976. Epamera pamelae ingår i släktet Epamera och familjen juvelvingar. Inga underarter finns listade i Catalogue of Life.